# Rudolf Svedberg
Rudolf Svedberg (* 19. August 1910 in Njurunda; † 24. Juni 1992 in Eskilstuna) war ein schwedischer Ringer.

## Werdegang
Rudolf Svedberg wuchs in Mittelschweden auf, spielte als Kind und Jugendlicher Fußball und entschied sich mit 16 Jahren für das Ringen, weil er den großen Idolen Ivar Johansson und Rudolf Svensson nacheifern wollte. Er gehörte dem AIK Sundsvall und später Eskilstuna GAK an. 1934 gewann er erstmals die schwedische Meisterschaft im Weltergewicht, griech.-röm. Stil, dem Stil, den er ausschließlich rang. 1936 wurde er durch einen Sieg über den deutschen Favoriten Fritz Schäfer Olympiasieger. Er gewann, weil er den stürmisch angreifenden Schäfer kühl und taktisch klug auspunktete. Nach 1936 konnte er allerdings gegen Schäfer keinen Kampf mehr gewinnen.
Nach dem Ende seiner aktiven Laufbahn war er jahrelang schwedischer Nationaltrainer der Ringer. Olle Anderberg, Gustav Freij, Bertil Antonsson und viele andere verdanken ihm größtenteils ihre großen Erfolge.

## Internationale Erfolge
| Jahr | Platz | Wettbewerb                   | Gewichtsklasse | Ergebnisse |
| 1931 | 2.    | Intern. Turnier in Sundsvall | Welter         | hinter Jean Földeak, Deutschland |
| 1934 | 2.    | Intern. Turnier in Prag      | Welter         | hinter Josef Herda u. vor Josef Samec, bde. Tschechoslowakei |
| 1934 | 1.    | Intern. Turnier in Stockholm | Welter         | vor Aarne Mäki, Finnland und Ture Andersson, Schweden |
| 1935 | 1.    | EM in Kopenhagen             | Welter         | mit Siegen über Börge Jensen, Dänemark, Karel Zvonar, Tschechoslowakei, Zbigniew Szajewski, Polen, Fritz Schäfer, Deutschland und trotz einer Niederlage gegen Aarne Mäki, Finnland |
| 1936 | 1.    | Intern. Turnier in Berlin    | Welter         | vor Fritz Schäfer, Deutschland |
| 1936 | Gold  | OS in Berlin                 | Welter         | mit Siegen über Karel Zvonar, Lubat, Frankreich, Antun Fischer, Jugoslawien, Edgar Puusepp, Estland, Eino Virtanen, Finnland und Fritz Schäfer                                      |
| 1937 | 7.    | EM in Paris                  | Welter         | mit Siegen über Eino Virtanen, Silvio Tozzi, Italien und Niederlagen gegen Kare Larsen, Norwegen und Karel Zvonar                                                                   |
| 1938 | 2.    | EM in Tallinn                | Welter         | mit Siegen über Jespars, Lettland, Kare Larsen, Antti Mäki und einer Niederlage gegen Fritz Schäfer                                                                                 |
| 1939 | 4.    | EM in Oslo                   | Welter         | mit einem Sieg über Sörensen, Dänemark und Niederlagen gegen Eino Virtanen und Fritz Schäfer                                                                                        |

## Nationale Erfolge
Rudolf Svedberg wurde schwedischer Meister im Weltergewicht 1934, 1935, 1936, 1937, 1938, 1939, 1941 und 1944 und 1942 im Halbschwergewicht
Erläuterungen
- alle Wettkämpfe im griechisch-römischen Stil
- OS = Olympische Spiele, EM = Europameisterschaft
- Weltergewicht, damals bis 73 kg, Halbschwergewicht bis 87 kg Körpergewicht